# Martine Francková
Martine Francková (2. dubna 1938 – 16. srpna 2012) byla britsko-belgická dokumentární a portrétní fotografka. Členkou Magnum Photos byla více než 32 let. Byla druhou manželkou Henri Cartier-Bressona a spoluzakladatelkou a prezidentkou Nadace Henri Cartier-Bressona.

## Mládí
Francková se narodila v Antverpách belgickému bankéři Louisi Franckovi a jeho britské manželce Evelyn. Po jejím narození se rodina téměř okamžitě přestěhovala do Londýna. O rok později se její otec připojil k britské armádě a zbytek rodiny byl evakuován do Spojených států, přičemž zbytek druhé světové války strávila na Long Islandu a v Arizoně.
Její otec byl amatérským sběratelem umění, který často brával svou dceru do galerií a muzeí. Francková byla od šesti let v internátní škole a její matka jí každý den posílala pohlednici, často s vyobrazení nějakého malířského díla. Slečna Francková navštěvovala Heathfield School, internátní školu všech dívek poblíž Ascotu v Anglii, a od 14 let studovala historii umění. „Měla jsem skvělou učitelku, která mě opravdu povzbudila,“ říká. „V té době nás brávala na výlety do Londýna, což byl pro mě zážitek roku.“

## Kariéra
Martine Francková studovala dějiny umění na univerzitě v Madridu a na Ecole du Louvre v Paříži. Poté, co se probojovala se svou tezi o francouzském malíři a sochaři Henri Gaudier-Brzeska a vlivu kubismu na sochařství), prohlásila, že si uvědomila, že nemá žádný zvláštní talent na psaní, a místo toho se začala věnovat fotografii.
V roce 1963 začala její fotografická kariéra cestou na Dálný východ, kde fotografovala fotoaparátem Leica svého bratrance. v roce 1964 se vrátila do Francie, nyní již s vlastním fotoaparátem, a stala se asistentkou fotografů Eliota Elisofona a Gjona Miliho v Time-Life. V roce 1969 pracovala na volné noze pro časopisy jako Vogue, Life a Sports Illustrated a byla oficiální fotografkou Théâtre du Soleil (pozice, kterou zastávala 48 let). V letech 1970–1971 pracovala v Paříži ve fotografické agentuře Agence Vu a v roce 1972 spoluzaložila fotoagenturu Viva.
V roce 1980 se Francková připojila k umělecké agentuře Magnum Photos jako „nominovaná“ a v roce 1983 se stala řádnou členkou. Byla jednou z velmi malého počtu žen, které byly přijaty do agentury.
V roce 1981 se v československých Plasích zúčastnila s Bressonem legendární výstavy 9×9, kterou zorganizovala historička fotografie Anna Fárová. Akce se mimo jiné zúčastnili Iren Stehli, Joska Skalník, Bořivoj Hořínek, Jan Malý, Jindřich Štreit a řada dalších. Mezi dalšími zahraničními návštěvníky byl také fotograf Marc Riboud.
V roce 1983 dokončila projekt pro nyní zaniklé francouzské ministerstvo práv žen a v roce 1985 začala spolupracovat s neziskovou International Federation of Little Brothers of the Poor (Mezinárodní federací malých bratří chudých). V roce 1993 poprvé cestovala na irský ostrov Tory, kde dokumentovala malou galskou komunitu, která tam žila. Cestovala také do Tibetu a Nepálu a s pomocí Marilyn Silverstone fotografovala vzdělávací systém tibetských mnichů Tulkus. V letech 2003 a 2004 se vrátila do Paříže, aby zdokumentovala práci divadelního režiséra Roberta Wilsona, který představil La Fontaineovy bajky na Comédie Française.
Autorka vydala devět knih fotografií a v roce 2005 jí byl udělen francouzský titul Řád čestné legie.
Francková pokračovala v práci i poté, co jí byla v roce 2010 diagnostikována rakovina kostí. Její poslední výstava byla v říjnu 2011 na Maison Européenne de la Photographie. Expozici tvořilo 62 portrétů umělců „přicházejících odněkud jinud“, shromážděných od roku 1965 do roku 2010. Tentýž rok byly v New Yorku Howard Greenberg Gallery a v pařížské galerii Claude Bernard vystaveny sbírky portrétů.

## Dílo
Francková byla známá svými dokumentárními fotografiemi významných kulturních osobností, jako je malíř Marc Chagall, filozof Michel Foucault a básník Seamus Heaney, a vzdálených či marginalizovaných komunit, jako jsou tibetští buddhističtí mniši, starší Francouzi a izolovaní gaelští řečníci. Michael Pritchard, generální ředitel Královské fotografické společnosti, poznamenal: „Martine byla schopna pracovat se svými subjekty, vyvolat jejich emoce a zaznamenat jejich projevy na filmu, což divákovi pomohlo pochopit, co osobně prožívala. Její obrazy byly vždy empatické s fotografovanými.“ V roce 1976 Frank pořídila jednu ze svých nejznámějších fotografií koupajících se u bazénu v Le Brusc v Provence. Podle jejích slov je viděla z dálky a spěchala, aby ten okamžik vyfotografovala, a v běhu měnila roličku filmu ve fotoaparátu. Rychle stiskla spoušť právě ve správný okamžik, kdy byla scéna nejintenzivnější.
Uvedla, že ji ovlivnily portréty britské fotografky Julie Margaret Cameronové, díla americké fotožurnalistky Dorothey Langeové a americké dokumentární fotografky Margaret Bourke-Whiteové. V roce 2010 řekla v rozhovoru pro The New York Times, že fotografie „vyhovuje mému zájmu o lidi a lidské situace“.
Mimo ateliér pracovala s 35 mm kinofilmovým fotoaparátem Leica a upřednostňovala černobílý film. Britská královská fotografická společnost popsala její práci jako „pevně zakořeněnou v tradici francouzské humanistické dokumentární fotografie“.

## Osobní život
Francková byla často popisována jako elegantní, důstojná a plachá.
V roce 1966 se setkala s Henrim Cartier-Bressonem, o třicet let starším seniorem, když fotografovala pařížské módní přehlídky pro The New York Times. V roce 2010 řekla v rozhovoru s Charlie Rose, jeho otevírací linka byla: „Martino, chci se přijít podívat na vaše kontaktní tisky.“ Vzali se spolu v roce 1970, měli spolu dceru Mélanii, a zůstali spolu až do jeho smrti v roce 2004.
Francková, která byla někdy popisována jako feministka, byla po celou dobu své kariéry ve stínu svého slavného manžela a chtěla být uznána za svou vlastní práci. V roce 1970 plánoval Institut současného umění v Londýně uspořádat první samostatnou výstavu Franckové, ale když viděla, že pozvánky obsahovaly jméno jejího manžela a slibovaly, že bude přítomen při zahájení, výstavu zrušila. Martine Francková jednou řekla, že upřednostnila kariéru svého manžela před svou vlastní. V roce 2003 Martine Francková a její dcera založily nadaci Henri Cartier-Bresson Foundation, která propaguje fotožurnalistiku Cartiera-Bressona, a v roce 2004 se Francková stala její prezidentkou.
Franckové byla diagnostikována leukémie v roce 2010 a zemřela v Paříži v roce 2012 ve věku 74 let.

## Publikace
- Martine Franck: Dun jour, l'autre. Francie: Seuil, 1998. ISBN 978-2-02-034771-6
- Tibetan Tulkus, images of continuity. London: Anna Maria Rossi & Fabio Rossi Publications, 2000. ISBN 978-0-9520992-8-4
- Tory Island Images. Wolfhound Press, 2000. ISBN 978-0-86327-561-6
- Martine Franck Photographe, Musée de la Vie romantique, Paříž, Musées / Adam Biro, 2002. ISBN 978-2-87660-346-2
- Fables de la Fontaine (production by Robert Wilson), Actes Sud. Paříž, 2004
- Martine Franck: One Day to the Next. Aperture, 2005. ISBN 978-0-89381-845-6
- Martine Franck. Louis Baring. London: Phaidon, 2007. ISBN 978-0-7148-4781-8
- Martine Franck: Photo Poche. Francie: Actes Sud, 2007. ISBN 978-2-7427-6725-0
- Women/Femmes, Steidl, 2010. ISBN 978-3-86930-149-5
- Venus d'ailleurs, Actes Sud, 2011

## Výstavy
- La vie et la mort, Rencontres d'Arles, Arles, Francie, 1980
- Martine Franck Photographe, Musée de la Vie romantique, Paříž, 2004
- Les Rencontres, Rencontres d'Arles, Arles, Francie, 2004